# تاجات واردازاریان
تاجات تیگرانی واردازاریان (ارمنی: Տաճատ Տիգրանի Վարդազարյան زاده ۱ ژانویهٔ ۱۹۱۴ - درگذشته ۵ فوریهٔ ۱۹۸۹) یک بازیگر تئاتر و کارگردان تئاتر اهل ارمنستان بود. 

## زندگی‌نامه
وی در ۱ ژانویهٔ ۱۹۱۴ در ایروان به دنیا آمد و از انستیتو نمایش بوریس شچوکین (۱۹۴۶) فارغ‌التحصیل شد. وی همچنین برندهٔ جوایزی همچون چهره هنری شایسته ارمنستان شوروی شده‌است. وی در ۵ فوریهٔ ۱۹۸۹ در سن ۷۵ سالگی در ایروان درگذشت.